# David Lozano
David Lozano (Terrassa, 21 dicembre 1988) è un ciclista su strada, ciclocrossista e mountain biker spagnolo che corre per il Team Novo Nordisk. È professionista dal 2013.

## Palmarès

### Strada
- 2018 (Team Novo Nordisk, una vittoria)

5ª tappa Tour du Rwanda (Musanze > Kigali)

#### Altri successi
- 2019 (Team Novo Nordisk)

Classifica scalatori Tour of Taiyuan

### Ciclocross
- 2005-2006 (juniores)

Campionati spagnoli, prova Juniores
- 2006-2007 (dilettanti)

Campionati spagnoli, prova Under-23
- 2007-2008 (dilettanti)

Campionati spagnoli, prova Under-23
- 2008-2009 (dilettanti)

Campionati spagnoli, prova Under-23
- 2009-2010 (dilettanti)

Campionati spagnoli, prova Under-23
- 2013-2014 (Team Novo Nordisk, quattro vittorie)

Sant Joan Despí
Torroella de Montgrí
Sant Celoni
Reus

### MTB
- 2007 (dilettanti)

Campionati spagnoli, Cross country Under-23
- 2009 (dilettanti)

Campionati spagnoli, Cross country Under-23
- 2010 (dilettanti)

Campionati spagnoli, Cross country Under-23

## Piazzamenti

### Classiche monumento
- Milano-Sanremo

2015: ritirato
2016: 94º
2017: 104º
2018: 65º
2019: 137º
2021: 163º

### Competizioni mondiali
- Campionati del mondo di ciclocross

Zeddam 2006 - Juniores: 55º
Hoogerheide 2009 - Under - 23:  ritirato 
Tábor 2010 - Under-23: 17º
- Campionati del mondo di mountain bike

Nuova Zelanda 2006 - Staffetta: 7º